# Mark McGowan
Pour les articles homonymes, voir McGowan.
Mark McGowan, né le 13 juillet 1967 à Newcastle, est un homme politique australien. Il est chef du Parti travailliste pour l’Australie-Occidentale de 2012 à 2023 et Premier ministre de l'État d'Australie-Occidentale de 2017 à 2023.

## Biographie
McGowan naît et grandit à Newcastle, en Nouvelle-Galles du Sud. Il fréquente l'université du Queensland et travaille comme juriste pour la Royal Australian Navy. Il commence par travailler à la base navale de Stirling, au sud de Perth. Il est élu conseiller de la ville de Rockingham en 1994 puis il a est élu à l'Assemblée législative d'Australie-Occidentale lors des élections de 1996 dans la circonscription de Rockingham. En 2001, il est nommé secrétaire parlementaire du Premier ministre Geoff Gallop, puis est ministre dans les gouvernements Gallop et Carpenter de 2005 à 2008.
Mark McGowan est élu chef du Parti travailliste d'Australie-Occidentale à la suite de la démission d'Eric Ripper et tient le rôle de chef de l'opposition à l'Assemblée législative. Bien qu'il conduise le parti travailliste à la défaite aux élections de 2013, il conserve son poste de chef de parti et entreprend de faire une « tournée d'écoute » dans l'État. Il s'engage à restaurer la crédibilité du Parti travailliste auprès des électeurs. McGowan gagne en popularité et mène les travaillistes à une victoire écrasante aux élections de 2017 en remportant à l'époque la plus grande majorité de gouvernement de l'histoire de l'État. Il a ensuite nommé Premier ministre d'Australie-Occidentale.
Pendant toute l'année 2020, Mark McGowan dirige la lute contre la pandémie de COVID-19 en Australie-Occidentale. Au cours de cette période, il atteint le taux de satisfaction de 91 %, record absolu pour un premier ministre australien. Aux élections de 2021, il permet à son parti d’atteindre une majorité encore plus large avec 53 sièges sur 59 à l'Assemblée législative. C’est la plus grande victoire quant au nombre de voix et de sièges à la chambre basse que l'on a pu voir dans un État australien ou une élection fédérale depuis la création de la fédération.
Il démissionne de ses fonctions en juin 2023 et est remplacé à la tête du parti comme du gouvernement par Roger Cook.